# Fabeltierbrunnen (Schleswig)
Der Fabeltierbrunnen in Schleswig wurde 1994/95 von Klaus Kütemeier aus Delmenhorst aus Bronze und Granit geschaffen. Er befindet sich in der Schleipromenade.
Das Fabelwesen erinnert von seinem Körper an eine Schildkröte, während das Gesicht mehr einem Frosch ähnelt, aus dessen Maul das Wasser in das Brunnenbecken fließt. Am Brunnenbecken selbst sind einige Zeichnungen des Künstlers zu finden.